# Shane Harper (álbum)
Shane Harper é o álbum de estréia do ator, cantor e compositor de música pop norte-americano Shane Harper. Foi lançado em 14 de abril de 2011, através da AIM Records. A versão deluxe do disco foi lançado em 14 de fevereiro de 2012 na Target Corporation, incluindo quatro novas faixas. O primeiro single do disco é "Dance with Me" lançado em 2011.

## Lista de faixas
| N.º | Título                              | Duração |  |
| 1.  | "One Step Closer"                   | 3:35    |  |
| 2.  | "When I Look Into Your Eyes"        | 3:26    |  |
| 3.  | "Rocketship"                        | 3:16    |  |
| 4.  | "I Know What I Know"                | 3:14    |  |
| 5.  | "Wait for Me" (com Bridgit Mendler) | 3:18    |  |
| 6.  | "Jump"                              | 3:13    |  |
| 7.  | "Just Friends"                      | 2:34    |  |
| 8.  | "Dance With Me"                     | 2:43    |  |
| 9.  | "Rocketship (Versão acústica)"      | 3:28    |  |
| 10. | "Rocketship"                        | 3:15    |  |

| Edição deluxe |                          |         |  |
| N.º           | Título                   | Duração |  |
| 9.            | "Flat World"             |         |  |
| 10.           | "Say It Cause I Know It" |         |  |
| 13.           | "Your Love"              |         |  |
| 14.           | "Dancin' in the Rain"    |         |  |